# Puchar COSAFA 1999
COSAFA Cup 1999 – odbył się w dniach od 7 lutego do 2 października 1999 roku. W turnieju wystartowało 10 drużyn narodowych:
- Angola
- Botswana
- Lesotho
- Malawi
- Mozambik
- Namibia
- Południowa Afryka
- Suazi
- Zambia
- Zimbabwe

Zwycięzcą turnieju została  Angola.

## Runda kwalifikacyjna
| 7 lutego 1999 | Lesotho · Teele Ntsonyana 11' | 1:0 | Namibia | Maseru, Lesotho Widzów: 12 000 Sędzia: Alousious Sesikwe (Botswana) |
|               |                               |     |         |                                                                     |

| 20 lutego 1999 | Botswana · Diphetogo Selolwane 13' | 1:2 | Południowa Afryka · 36' Pollen Ndlanya · 39' Alfred Phiri | Gaborone, Botswana Widzów: 25 000 Sędzia: Lovemore Marange (Zimbabwe) |
|                |                                    |     |                                                           |                                                                       |

| 24 kwietnia 1999 | Malawi · Moises II 60' sam. | 1:20:0 | Angola · 76' Mendonca · 79' sam. Patrick Mabedi | Blantyre, Malawi Widzów: 10 000 Sędzia: Walter Mochubela (RPA) |
|                  |                             |        |                                                 |                                                                |

| 9 maja 1999 | Suazi · Tholeni Nkambule 14' · Tholeni Nkambule 40' · Dennis Masina 64' | 3:12:0 | Mozambik · 68' Tomas | Lobamba, Suazi Widzów: 18 000 Sędzia: Samuel Moeketsi (Lesotho) |
|             |                                                                         |        |                      |                                                                 |

### II faza rundy kwalifikacyjnej (play-off)
| 22 maja 1999                                                | Malawi · Bimbo Tjihero 43' sam. | 1:1 k. 2:41:1                                                      | Namibia · 1' Simon Uutoni | Blantyre, Malawi Widzów: 20 000 Sędzia: Harris Shikapande (Zambia) |
|                                                             |                                 |                                                                    |                           |                                                                    |
|                                                             |                                 | Rzuty karne                                                        |                           |                                                                    |
| Patric Mabedi · John Maduka · Gift Zakazaka · Charles Manda |                                 | Mohammed Ouseb · Bimbo Tjihero · Eliphas Shivute · Collin Benjamin |                           |                                                                    |

| 28 maja 1999 | Botswana | 0:2 | Mozambik · 12' Dario · 44' Arnaldo | Gaborone, Botswana Widzów: 15 000 Sędzia: Ferdinand Gadaga (Malawi) |
|              |          |     |                                    |                                                                     |

## Ćwierćfinały
| 4 lipca 1999 | Lesotho | 0:1 | Angola · 25' Betinho | Maseru, Lesotho Widzów: 11 000 Sędzia: Enock Nkambule (Suazi) |
|              |         |     |                      |                                                               |

| 18 lipca 1999                                                         | Suazi · Bongani Mdluli 89' | 1:1 k. 4:30:0                                                                            | Zimbabwe · 61' Kaitano Tembo | Lobamba, Suazi Widzów: 18 000 Sędzia: Junior Arao (Mozambik) |
|                                                                       |                            |                                                                                          |                              |                                                              |
|                                                                       |                            | Rzuty karne                                                                              |                              |                                                              |
| Sibusiso Dlamini · Bongiswa Nhlabatsi · Siza Dlamini · Bongani Mdluli |                            | Harrington Shereni · Kaitano Tembo · Innocent Chikoya · Muzondiwa Mugadza · Maxwell Dube |                              |                                                              |

| 31 lipca 1999                                                            | Namibia · Johannes Hindjou 50' | 1:1 k. 4:10:1                                   | Południowa Afryka · 32' Pollen Ndlanya | Windhuk, Namibia Widzów: 12 000 Sędzia: Jose Pinto d'Oliviera (Angola) |
|                                                                          |                                |                                                 |                                        |                                                                        |
|                                                                          |                                | Rzuty karne                                     |                                        |                                                                        |
| Bimbo Tjihero · Fillemon Kanalelo · Razundura Tjikuzu · Johannes Hindjou |                                | Thabo Mngomeni · Matthew Booth · Shaun Bartlett |                                        |                                                                        |

| 7 sierpnia 1999                                                                    | Zambia · David Siame 71' | 1:1 k. 4:30:1                                | Mozambik · 20' sam. Davies Phiri | Lusaka, Zambia Widzów: 40 000 Sędzia: Matheins Amadhila (Namibia) |
|                                                                                    |                          |                                              |                                  |                                                                   |
|                                                                                    |                          | Rzuty karne                                  |                                  |                                                                   |
| Moses Sichone · Emmanuel Chibale · Dadley Fichite · Peter Chitila · Mark Sinyangwe |                          | Mabero · Mabui · Baute · Mavo · Pinto Barros |                                  |                                                                   |

## Półfinały
| 14 sierpnia 1999 | Zambia | 0:10:0 | Angola · 70' Betinho | Lusaka, Zambia Widzów: 40 000 Sędzia: Petros Mathabela (RPA) |
|                  |        |        |                      |                                                              |

| 28 sierpnia 1999                                                      | Namibia · Silvester Goraseb 67' | 1:1 k. 4:20:0                                                         | Suazi · 88' Dennis Masina | Windhuk, Namibia Widzów: 12 000 Sędzia: Alousious Sesikwe (Botswana) |
|                                                                       |                                 |                                                                       |                           |                                                                      |
|                                                                       |                                 | Rzuty karne                                                           |                           |                                                                      |
| Bimbo Tjihero · Fillemon Kanalelo · Silvester Goraseb · Mohamed Ouseb |                                 | Bongani Mdluli · Siza Dlamini · Bongiswa Nhlabatsi · Mlungisi Ngubane |                           |                                                                      |

## Finał
| 26 września 1999 | Angola · Betinho 14' | 1:0 | Namibia | Luanda, Angola Widzów: 25 000 Sędzia: Wilfred Mukuna (Zimbabwe) |
|                  |                      |     |         |                                                                 |

| 2 października 1999 | Namibia · Eliphas Shivute 7' | 1:1, po dogrywce1:0, 1:0 | Angola · 101' Zico | Windhuk, Namibia Widzów: 12 000 Sędzia: David Elleray (Anglia) |
|                     |                              |                          |                    |                                                                |

## Strzelcy
W turnieju zdobyto 28 bramek. Oto ich zdobywcy:
3 gole
- Betinho

2 gole
- Pollen Ndlanya
- Tholeni Nkambule
- Dennis Masina

1 gol
- Mendonca
- Zico
- Diphetogo Selolwane
- Teele Ntsonyana
- Arnaldo
- Dario
- Tomas
- Johannes Hindjou
- Silvester Goraseb
- Eliphas Shivute
- Simon Uutoni
- Alfred Phiri
- Bongani Mdluli
- David Siame
- Kaitano Tembo

Gole samobójcze
- Moises II (dla Malawi)
- Patrick Mabedi (dla Angoli)
- Bimbo Tjihero (dla Malawi)
- Davies Phiri (dla Mozambiku)

## Żółte kartki
Na turnieju arbitrzy pokazali 39 żółtych kartek. Oto ich "zdobywcy" (w kolejności od piłkarza, który dostał żółtą kartkę najwcześniej):
- Mohammed Ouseb (50', mecz Lesotho-Namibia)
- Berlin Auchumeb (74', mecz Lesotho-Namibia)
- Pollen Ndlanya (15', mecz Botswana-RPA)
- Aaron Mokoena (62', mecz Botswana-RPA)
- Agisanyang Mosimanegape (63', mecz Botswana-RPA)
- Meke Mwase (22', mecz Malawi-Angola)
- James Chimera (26', mecz Malawi-Angola)
- Peter Mgangila  (44', mecz Malawi-Angola)
- Cacharamba (52', mecz Malawi-Angola)
- Zico (63', mecz Malawi-Angola)
- Joni (77', mecz Malawi-Angola)
- Jerry Gamedze (85', mecz Suazi-Mozambik)
- Charles Manda (56', mecz Malawi-Namibia)
- Mohammed Ouseb (80', mecz Malawi-Namibia)
- Mano-Mano (40', mecz Botswana-Mozambik)
- Delgado (12', mecz Lesotho-Angola)
- Joni (12', mecz Lesotho-Angola)
- Motlatsi Shale (59', mecz Lesotho-Angola)
- Helder Vicente (71', mecz Lesotho-Angola)
- Mlungisi Ngubane (65', mecz Suazi-Zimbabwe)
- Muzondiwa Mugadza (67', mecz Suazi-Zimbabwe)
- Innocent Chikoya (70', mecz Suazi-Zimbabwe)
- Shobane Dube (87', mecz Suazi-Zimbabwe)
- Dumisani Mpofu (89', mecz Suazi-Zimbabwe)
- Luisinho (44', mecz Zambia-Mozambik)
- Pinto Barros (69', mecz Zambia-Mozambik)
- Didi (4', mecz Zambia-Angola)
- Cosmas Banda (4', mecz Zambia-Angola)
- Arthur Lungu (47', mecz Zambia-Angola)
- Delgado (51', mecz Zambia-Angola)
- Jabaru (6', mecz Namibia-Angola)
- Silvanus Njambari (8', mecz Namibia-Angola)
- Collin Benjamin (23', mecz Namibia-Angola)
- Phillip Gairiseb (46', mecz Namibia-Angola)
- Quinton Jacobs (46', mecz Namibia-Angola)
- Floris Diergaardt (48', mecz Namibia-Angola)
- Mohammed Ouseb (58', mecz Namibia-Angola)
- Edgar (77', mecz Namibia-Angola)
- Razundura Tjikuzu (89', mecz Namibia-Angola)

## Czerwone kartki
Na turnieju sędziowie rozdali 2 czerwone kartki. Oto ich "zdobywcy" (w kolejności od piłkarza, który dostał czerwoną kartkę najwcześniej):
- Arnaldo Salvado (74', mecz Zambia-Mozambik) - trener reprezentacji Mozambiku
- Helder Vicente (89', mecz Zambia-Mozambik)